# Пожевка (приток Пожвы)
Пожевка — река в России, протекает в Юсьвинском районе Пермского края. Устье реки находится в 0,2 км по левому берегу реки Пожвы. Длина реки составляет 28 км.
Река образуется слиянием небольших рек Большая Пожевка и Малая Пожевка вблизи границы с Усольским районом к северу от деревни Пожовка и в 16 км к северо-западу от посёлка Пожва. Течёт на юг, протекает деревню Пожовка, ниже течёт по ненаселённому лесному массиву. Притоки Бердянка, Рябовка (правые); Берёзовка (левый). Впадает в Пожву у посёлка Пожва чуть выше впадения самой Пожвы в Камское водохранилище. Ширина реки у устья — около 10 метров.

## Данные водного реестра
По данным государственного водного реестра России относится к Камскому бассейновому округу, водохозяйственный участок реки — Кама от города Березники до Камского гидроузла, без реки Косьва (от истока до Широковского гидроузла), Чусовая и Сылва, речной подбассейн реки — бассейны притоков Камы до впадения Белой. Речной бассейн реки — Кама.
По данным геоинформационной системы водохозяйственного районирования территории РФ, подготовленной Федеральным агентством водных ресурсов:
- Код водного объекта в государственном водном реестре — 10010100912111100007796
- Код по гидрологической изученности (ГИ) — 111100779
- Код бассейна — 10.01.01.009
- Номер тома по ГИ — 11
- Выпуск по ГИ — 1